# Liste der Monuments historiques in Veuvey-sur-Ouche
Die Liste der Monuments historiques in Veuvey-sur-Ouche führt die Monuments historiques in der französischen Gemeinde Veuvey-sur-Ouche auf.

## Liste der Objekte
| Bezeichnung | Beschreibung          | Standort             | Kennzeichnung | Schutzstatus | Datum | Bild |
| ----------- | --------------------- | -------------------- | ------------- | ------------ | ----- | ---- |
| Glocke      | Bronze, 1649 gegossen | in der Mairie (Lage) | PM21002482    | Classé       | 1960  |      |